# 13052 Лас Касас
13052 Лас Касас (13052 Las Casas) — астероїд головного поясу, відкритий 22 вересня 1990 року.
Тіссеранів параметр щодо Юпітера — 3,387.